# Elma Sinanović
Elma Sinanović (geborene Numanović, Künstlername: Elma; * 5. August 1974 in Novi Pazar, SFR Jugoslawien) ist eine serbische Turbo-Folk-Sängerin, die auf dem Westbalkan in der post-jugoslawischen Diaspora erfolgreich ist.

## Leben und Karriere
Sinanović wuchs in ihrer Geburtsstadt Novi Pazar auf und ist ethnische Bosniakin. 
1993 erschien ihr erstes kommerzielles Album Dva prstena. Nach einer 13-jährigen Pause feierte Elma im Jahr 2018 mit dem Album Nesto licno ihr musikalisches Comeback.

## Diskografie

### Alben
- 1993: Dva prstena
- 1995: Zavodnik
- 1996: Kakvo je to ludilo
- 1998: Moje drugarice
- 2000: Ruka pravde
- 2003: Ah tugo, tugo
- 2005: Gradske Priče
- 2018: Nešto Lično

### Singles (Auswahl)
- 2000: Treba Mi (Original: Mahsun Kırmızıgül – Belalım)
- 2000: Čarobno, Čarobno (Original: Ebru Gündeş – Çingenem)
- 2000: Panika (Original: Despina Vandi – A Pa Pa)
- 2003: Nije Vetar, Nije Kiša (Original: Mustafa Sandal – Pazara Kadar)
- 2003: Jednu Suza Želim (Original: Tarkan – Kuzu Kuzu)
- 2003: Volim Te (Original: Despina Vandi – Ah Kardoula Mou)
- 2003: Sat Što Kasni (Original: Despina Vandi – Thelo Na Se Do)
- 2003: Stradala, Patila (Original: Despina Vandi – Deste Mou Ta Matia)
- 2003: Ah tugo, tugo
- 2005: Korak do dna
- 2005: Gradske Priče (Original: Emre Altuğ – Zalim Kuş)
- 2021: Dno Moje (mit Slobodan Radanović)
- 2021: Tajiš